# Bunges Blumen-Esche
Bunges Blumen-Esche (Fraxinus bungeana) ist ein Strauch aus der Gattung der Eschen. Ihr natürliches Verbreitungsgebiet ist Nord-China.

## Beschreibung
Bunges Blumen-Esche ist ein laubabwerfender Strauch, der eine Höhe von 3 bis 5 Metern erreichen kann. Die Zweige sind dünn und fein behaart, die Endknospen sind klein und braun bis schwarzbraun. 
Die gegenständigen, gestielten Laubblätter sind bis 20 Zentimeter lang, unpaarig gefiedert und bestehen aus 3 bis 7, zumeist 5 Blättchen auf 0,2 bis 1,5 Zentimeter langen Stielen. Die gesägten Blättchen sind kahl, 2 bis 8 Zentimeter lang und 1,5 bis 5 Zentimeter breit, eiförmig bis fast kreisrund, elliptisch oder verkehrt-eiförmig, spitz bis zugespitzt mit spitzer bis abgerundeter Basis. Sie haben vier bis sechs Blattnervenpaare. Der Blattstiel wird 1,5 bis 4,5 Zentimeter lang und ist fein behaart. 
Die Blüten sind gynomonözisch verteilt. Blütezeit ist von Juni bis Juli. Die duftenden, weißlichen bis gelblichen Blüten erscheinen nach den Blättern. Die vierzähligen Blüten sind zwittrig oder weiblich mit doppelter Blütenhülle. Sie sind etwa 3 Millimeter lang gestielt und stehen in zierlichen, endständigen Rispen.
Als Früchte werden 2 bis 3 Zentimeter lange, flache, einseitig geflügelte und einsamige Nussfrüchte gebildet, deren Flügelsaum bis zur Mitte herabläuft.

## Verbreitung und Ökologie
Das Verbreitungsgebiet von Bunges Blumen-Esche liegt im Norden von China. Dort gedeiht sie als Steppengehölz und in Trockenwäldern auf mäßig trockenen bis frischen, schwach sauren bis alkalischen, sandig-lehmigen bis lehmigen, nährstoffreichen Böden an sonnig-heißen Standorten. Sie reagiert empfindlich auf Frost. Man findet sie in Höhen bis 1500 Metern.

## Systematik
Bunges Blumen-Esche (Fraxinus bungeana)  ist eine Art aus der Gattung der Eschen (Fraxinus) aus der Familie der Ölbaumgewächse (Oleaceae). Sie wird der Sektion Ornus zugeordnet.

## Verwendung
Bunges Blumen-Esche wird selten aufgrund der dekorativen Blüten als Zierstrauch verwendet.